# Aloe monotropa
Aloe monotropa é uma espécie de liliopsida do gênero Aloe, pertencente à família Asphodelaceae.